# Коуту, Иан
Иан Буэно Коуту (порт.-браз. Yan Bueno Couto; род. 3 июня 2002) — бразильский футболист, правый защитник дортмундской «Боруссии» и сборной Бразилии.

## Клубная карьера
В детстве играл в футзал на протяжении пяти лет. В возрасте 10 лет стал игроком футбольной академии клуба «Коритиба». В 2018 году подписал свой первый профессиональный контракт с клубом до 2020 года. 22 февраля 2020 года дебютировал в основном составе «Коритибы» в матче Лиги Паранаэнсе против «Сианорти».
1 марта 2020 года было объявлено о том, что летом 2020 года Коуту перейдёт в английский клуб «Манчестер Сити», подписав пятилетний контракт.

## Карьера в сборной
С 2018 года выступал в составе сборной Бразилии до 17 лет. В 2019 году выиграл чемпионат мира среди игроков до 17 лет, который прошёл в Бразилии. Был удалён в матче против сборной Новой Зеландии 29 октября. В финале турнира против сборной Мексики сделал голевую передачу на Лазару, который забил победный гол бразильцев уже в добавленное время.

## Достижения
Сборная Бразилии
- Чемпион юношеского чемпионата мира (до 17 лет): 2019